# Herb gminy Lipowa
Herb gminy Lipowa – jeden z symboli gminy Lipowa, ustanowiony 3 listopada 2009.

## Wygląd i symbolika
Herb przedstawia na tarczy koloru błękitnego złotą lipę z pięcioma konarami i liśćmi stojącą na złotym wzgórzu, a pod nią dwa białe gołębie zwrócone do siebie. Lipa nawiązuje do nazwy gminy, konary i liście do sołectw, a gołębie – do motywów religijnych. 